# ヒューストン
ヒューストン（英語：Houston、[ˈhjuːstən, ˈjuːstən] ( 音声ファイル)）は、アメリカ合衆国のテキサス州の都市。同州最大かつ北アメリカ有数の世界都市。全米4位となる2,304,580人（2020年国勢調査）の人口を抱える。ハリス郡を中心に9郡にまたがるヒューストン都市圏の人口は7,122,240人（2020年国勢調査）にのぼる。市域面積は1,500km2に及び、市郡一体の自治体を除くとオクラホマシティに次ぐ全米第2の広さである。

## 概要
市は1836年8月30日にオーガストゥス・チャップマンとジョン・カービーのアレン兄弟によって、バッファロー・バイユーの河岸に創設された。市名は当時のテキサス共和国大統領で、サンジャシントの戦いで指揮を執った将軍のサミュエル・ヒューストンから名を取って付けられた。翌1837年6月5日にヒューストンは正式に市制が施行された。19世紀後半には海港や鉄道交通の中心として、また綿花の集散地として栄えた。やがて1901年に油田が見つかると、市は石油精製・石油化学産業の中心地として成長を遂げた。20世紀中盤に入ると、ヒューストンには世界最大の医療研究機関の集積地テキサス医療センターやアメリカ航空宇宙局（NASA）のジョンソン宇宙センターが設置され、先端医療の研究や航空宇宙産業の発展が進んだ。古くからこうした様々な産業を持ち、フォーチュン500に入る企業の本社数がニューヨークに次いで多いヒューストンは、テキサス州のみならず成長著しいサンベルトの中心都市の1つであり、アメリカ合衆国南部のメキシコ湾岸地域における経済・産業の中枢である。また、全米最大級の貿易港であるヒューストン港 を前面に抱え、ユナイテッド航空（旧・コンチネンタル航空）のハブ空港であるジョージ・ブッシュ・インターコンチネンタル空港を空の玄関口とする、交通の要衝でもある。また、日本を含む世界86ヶ国が領事館を置く。
このようにヒューストンは工業都市・ビジネス都市としてのイメージが強い都市であるが、文化水準の高い都市でもある。ダウンタウンの南側には10以上の博物館・美術館が建ち並び、年間700万人の訪問者を呼び寄せるミュージアム・ディストリクトがある。ミュージアム・ディストリクトに隣接するエリアには、全米の総合大学の中で常にトップ25位以内の高評価を受けている名門私立大学、ライス大学のキャンパスが広がっている。一方、ダウンタウンの中心部に位置するシアター・ディストリクトはヒューストンにおける演技芸術の中心地で、演劇のみならず、オペラ・オーケストラ・バレエなど多彩な演技芸術の公演が行われている。
ジョンソン宇宙センターの存在から、ヒューストンには1967年にスペース・シティ（宇宙の街）という公式な別名が付けられた。地元住民はこの他にバイユー・シティ（バイユーの街）、マグノリア・シティ（マグノリアの街）、H・タウンなどと呼ぶこともある。

## 歴史

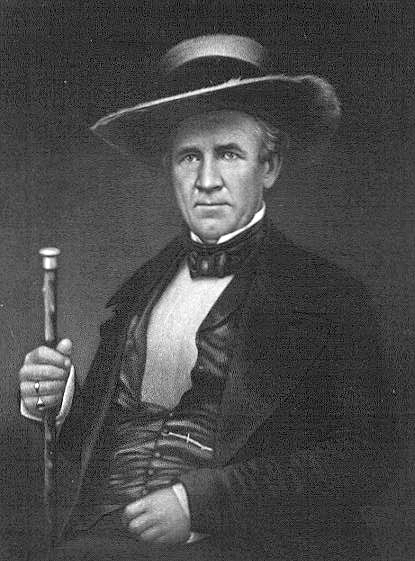
サミュエル・ヒューストン

1836年8月にニューヨークの不動産起業家のオーガストゥス・チャップマン・アレンとジョン・カービー・アレンの兄弟はバッファロー・バイユー周辺のこの地に都市を創設すべく、6,642エーカー（約27平方キロメートル）の土地を購入した。サンジャシントの戦いで名を馳せた将軍で、その年の9月にテキサス共和国の大統領に選出されたサミュエル・ヒューストンの名を取って、アレン兄弟はこの都市をヒューストンと名付けることを決定した。ヒューストンは翌1837年6月5日に市制を施行し、ジェームズ・サンダース・ホルマンが初代市長に就任した。またその年、ヒューストンはテキサス共和国の暫定首都及びハリスバーグ郡（現ハリス郡）の郡庁所在地となった。1840年、バッファロー・バイユーに建設された新しい海港における貨物の積降や水上交通のビジネスを活性化させるため、ヒューストンには商業局が設置された。
1860年頃にはヒューストンは綿花の集積地・輸出拠点として栄え、商業や鉄道交通が発展した。テキサス州内陸部各地からの鉄道はヒューストンで合流し、ガルベストンやボーモントの港へと通じていた。南北戦争中、ジョン・B・マグルダー将軍はガルベストンの戦いにおいてヒューストンを隊の集合地とし、市内には同将軍の司令部が置かれた。南北戦争が終結すると、ヒューストンの実業家たちは市の中心部とガルベストン港との間での商業を活性化させるため、イニシアチブを取ってバイユー網の拡張に努めた。
1900年にガルベストン・ハリケーンが上陸してガルベストンの港町が壊滅的な被害を受けると、内陸のヒューストンにより安全な、水深の深い、近代的な港を造る機運が高まった。翌1901年、ボーモントの近くのスピンドルトップ油田で石油が見つかると、ヒューストンでは石油産業が興った。さらにその翌年、1902年には、当時の大統領セオドア・ルーズベルトがヒューストン港の運河、ヒューストン・シップ・チャネルの整備費用100万ドル（当時）の計上を承認した。掘削に7年の歳月を費やした後、1914年、大統領ウッドロウ・ウィルソンはヒューストン港を開港した。1930年には人口292,352人を数え、サンアントニオとダラスを抜いてテキサス州最大の都市になった。
第二次世界大戦が開戦すると、ヒューストン港の貨物取扱量は減少し、積降は保留とされるようになった。しかし、戦争需要から市の経済はむしろ活性化した。戦時中の石油化学製品や合成ゴムの需要増加に対応するため、シップ・チャネル沿いには石油化学工場や製造工場が建設された。地元の造船業も増産し、市の成長を促した。経済成長をエリントン・フィールド空港は、もとは第一次世界大戦の最中に設置されたものであったが、航空士や爆撃手の上級訓練センターとして生まれ変わった。1945年、M.D.アンダーソン財団はテキサス医療センターを設置した。第二次世界大戦の終結とともに、ヒューストンの経済は再び港湾中心に戻った。1948年、近隣の所属未定地を合併したことにより、ヒューストンの市域はそれまでの2倍以上になり、地域全体にわたって広がり始めた。1950年代に入り、エアコンが普及し始めると、蒸し暑いヒューストンの夏も快適に過ごせるようになり、多くの企業がヒューストンに移転してきた。その結果、ヒューストンの経済は高度成長期を迎え、エネルギー産業を中心とした経済に移行していった。1961年には有人宇宙船センター（1973年にジョンソン宇宙センターに改称）が設置され、ヒューストンには航空宇宙産業が興った。
1970年代に入ると、北部のラストベルトから南部のサンベルトへの人口と産業の移動が始まり、ヒューストンの人口は急増した。1973年の第一次オイルショックで原油価格が高騰すると、大量消費型の製造業を中心としていた北部の工業都市が軒並み衰退する一方で、産油地であるヒューストンは潤い、石油産業を中心に創出された雇用を求めて大量の住民が移入してきた。しかし、1980年代中盤に入ると原油価格が暴落し、経済は沈滞、人口増加のペースも鈍化した。そこに1986年のチャレンジャー号爆発事故が追い討ちをかけ、航空宇宙産業も打撃を受けた。アメリカ経済そのものの低迷もヒューストンの地域経済に影響を及ぼした。その教訓から1990年代以降、ヒューストンは経済の多様化に努め、航空宇宙産業やバイオテクノロジーといったハイテク分野に力を入れることで石油化学産業への依存度を減らしてきた。
2021年2月、テキサス州を大寒波が襲い停電を伴う電力危機（テキサス州電力危機）が発生。ヒューストンでは一般家庭の電気供給に支障を来したほか、浄水場からの水圧が低下や凍結がいたるところで発生して上水道の供給がままならなくなった。浄水場の機能に関連したトラブルは、翌年の2022年11月27日にも発生、数日間にわたり水道水を沸騰させてから使用するよう利用者に通告がなされた。

## 地理

### 地形

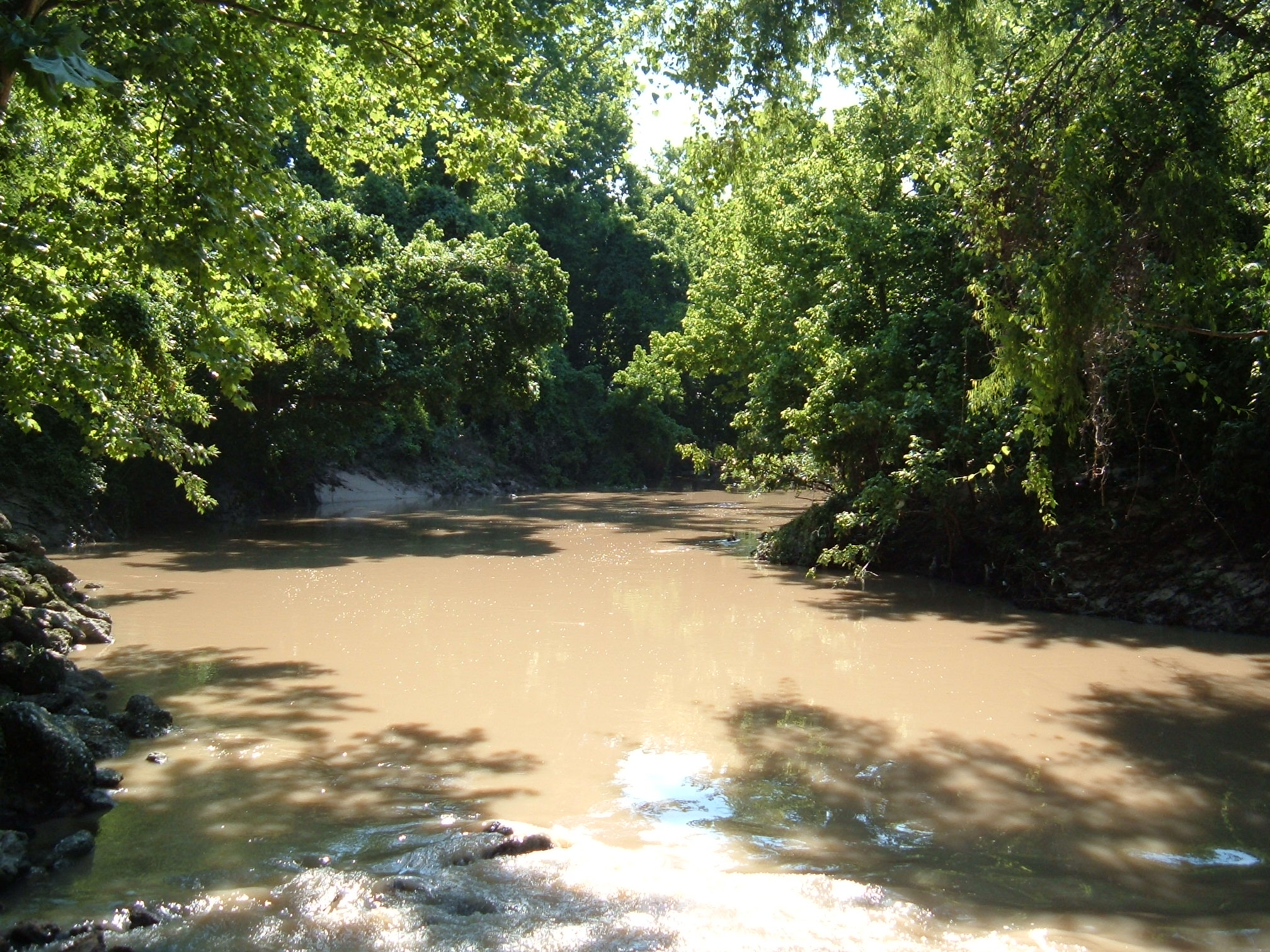
バッファロー・バイユー

アメリカ合衆国統計局によると、ヒューストン市の総面積は1,558.4km2（601.7mi2）である。そのうち1,500.7km2（579.4mi2）が陸地で57.7km2（22.3mi2）が水域である。総面積の3.70%が水域になっている。ダウンタウンの標高は約15mである。市の最高点はダウンタウンから遠く離れた北西部にあるが、それでも標高は約38mにとどまる。
ヒューストン地域の大部分はメキシコ湾西岸草原地帯に属する。その植生は亜熱帯性の森林および草原に分類される。市の大部分は森林、湿地、沼地、草原を切り開いて建設された。同じメキシコ湾岸の低湿地に位置するニューオーリンズほどではないものの、土地が低く平坦で、かつ市街地のスプロール化が進行しているヒューストンは、洪水の被害に見舞われやすい。かつては水道水源を地下水に頼っていたが、地盤沈下を引き起こしたため、ヒューストン湖やコンロー湖などの地表水を用いるようになった。
バイユー・シティの別名が示す通り、ヒューストン市内にはバイユーと呼ばれる小川がいくつも流れている。中でも最大のバッファロー・バイユーは、ヒューストン西郊のケイティに源を発し、ヒューストンのダウンタウンを東西に貫いて流れ、ヒューストン港のヒューストン・シップ・チャネルに注ぐ。ヒューストン・シップ・チャネルは南東へ続き、ガルベストンでメキシコ湾に注ぐ。

### 気候

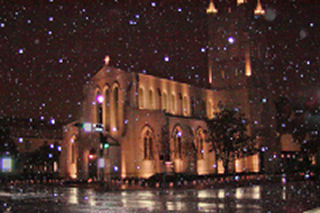
2004年のクリスマスイブ、雪中のトリニティ・チャーチ。この日にメキシコ湾岸を襲った雪嵐により、ヒューストンでは市史上初のホワイト・クリスマスとなった。

ヒューストンはケッペンの気候区分では温暖湿潤気候（Cfa）に属するが、実際には亜熱帯と呼ばれる、熱帯と温帯の中間にあたる気候である。春の雷雨は竜巻を伴うこともある。1年を通じて南から南西寄りの風が吹き、メキシコの砂漠地帯からの熱気とメキシコ湾からの湿気をヒューストンとその周辺地域にもたらす。
ヒューストンの夏の日中の気温は摂氏30度を上回ることが常である。過去の統計の平均では、最高気温が華氏90度（摂氏32.2度）を超える日は年間の約1/4、99日におよぶ。またヒューストンは湿度が高いため、体感気温はさらに上がる。夏の午前中の相対湿度は平均90%を超え、午後でも60%近くなる。海岸沿いの一部を除いて、夏季のヒューストン周辺の風は弱く、暑さや湿気が和らげられることもあまりない。この暑さに対処するため、ヒューストンの住民は市内の建物という建物、通行する車という車のほぼ全てでエアコンを効かせている。1980年までに、ヒューストンのエアコン普及率は95％に達し、地球上で最もエアコンが効いた都市と評されるようになった。2024年にダイキン工業が世界12都市を対象に行った「ダイキン 世界の空気感調査」では、最暖月に終日自宅で過ごす際のエアコン（冷房）平均使用時間はヒューストンが最も長い17.2時間、かつ、41％の人が24時間使用するという結果となった。ヒューストンにおける観測史上最高気温は2000年9月4日に記録した摂氏42.7度である

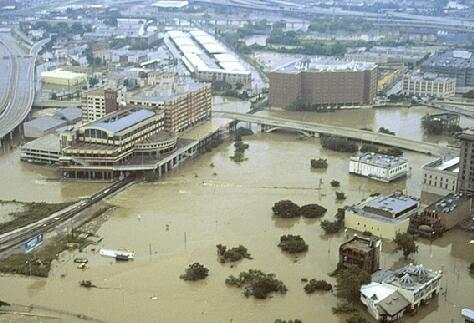
トロピカル・ストーム・アリソンによる豪雨でバッファロー・バイユーが氾濫し、大洪水に見舞われたヒューストンのダウンタウン

一方、ヒューストンの冬は温暖で、過ごしやすい日が続く。最寒月の1月においても、月平均気温は摂氏11度を超え、最高気温は摂氏17度、最低気温でも摂氏6度ほどである。降雪はめったに見られない。2004年のクリスマスイブには大規模な雪嵐がメキシコ湾岸を襲い、テキサス州南部は「記録的な」大雪に見舞われたが、その時もヒューストンにおける降雪量はわずか2.5cmであった。ヒューストンにおける観測史上最低気温は、1940年1月23日に記録された氷点下15度である。
ヒューストンの降水量は1年を通じて多く、年間では1,200-1,300mm程度になる。夏季には散発的な雷雨が起こりやすく、ハリケーンや熱帯低気圧の通り道になることもよくある。2001年6月には、トロピカル・ストーム・アリソンがテキサス州南東部に1,000mmを超える豪雨を降らせ、ヒューストンは市史上最悪の洪水に見舞われた。アリソンによる被害総額は60億ドルを超え、死者はテキサス州だけで20名を数えた。2005年9月、ハリケーン・リタが接近したときには、ヒューストン市街地への直撃が懸念され、ヒューストンとその周辺地域の住民約250万人が避難した。リタ襲来の1ヶ月前にニューオーリンズに甚大な被害をもたらしたハリケーン・カトリーナの教訓から多くの住民が早目に避難したことに加え、実際にはリタの進路が東寄りにずれてテキサス・ルイジアナ州境付近に上陸し、ヒューストン市街地はハリケーンの左側半分（可航半円）に入ったため、ヒューストンにおけるリタの被害は、ハリケーンの規模の割には比較的軽微であった。ただし広範囲に避難勧告を出したため数十時間路上に滞在したり自家用車のガソリンが路上で切れたりなどの混乱を伴う極端な避難渋滞が発生し、後のハリケーン・アイクの際の避難計画策定や人々の避難行動に影響を与えた。2008年9月13日に南東郊のガルベストンに上陸したハリケーン・アイクは高潮によりガルベストン西部に壊滅的な被害を与え、ヒューストン周辺で35名以上の死者を出し、ヒューストンの広範囲に停電を引き起こした。市民生活に多大な影響があったが、避難勧告地域を限定したためハリケーン・リタの際に起こった避難渋滞による混乱は発生しなかった。
|               | 1月  | 2月  | 3月  | 4月  | 5月   | 6月   | 7月  | 8月  | 9月   | 10月  | 11月  | 12月 | 年      |
| ------------- | ---- | ---- | ---- | ---- | ----- | ----- | ---- | ---- | ----- | ----- | ----- | ---- | ------- |
| 平均気温（℃） | 11.7 | 13.6 | 17.1 | 20.8 | 24.9  | 28.0  | 29.1 | 29.2 | 26.6  | 21.9  | 16.8  | 12.4 | 21.1    |
| 降水量（mm）  | 86.4 | 81.3 | 86.4 | 83.8 | 129.5 | 149.9 | 96.5 | 96.5 | 104.1 | 144.8 | 109.2 | 94.0 | 1,262.4 |

### 都市概観

ヒューストンの二重環状線。内側の赤い線がI-610で、この内側に中心市街地が形成されている。

ヒューストン市内での位置は概ね、環状線I-610の内側か外側かで分類される。I-610の内側には業務・商業集積地が形成され、第二次世界大戦前に建てられた古い住宅が主に建っている。近年では、人口密度の高い、職住近接型の住宅地の再開発が進められている。I-610の外側は郊外型の住宅地が広がっている。第2環状線となる州道環状8号線は、I-610よりもおよそ8-12km外側を走っている。この州道環状8号線のさらに外側に、ヒューストン都市圏第3の環状線となる州道99号線の建設が進められており、1994年に一部が開通している。

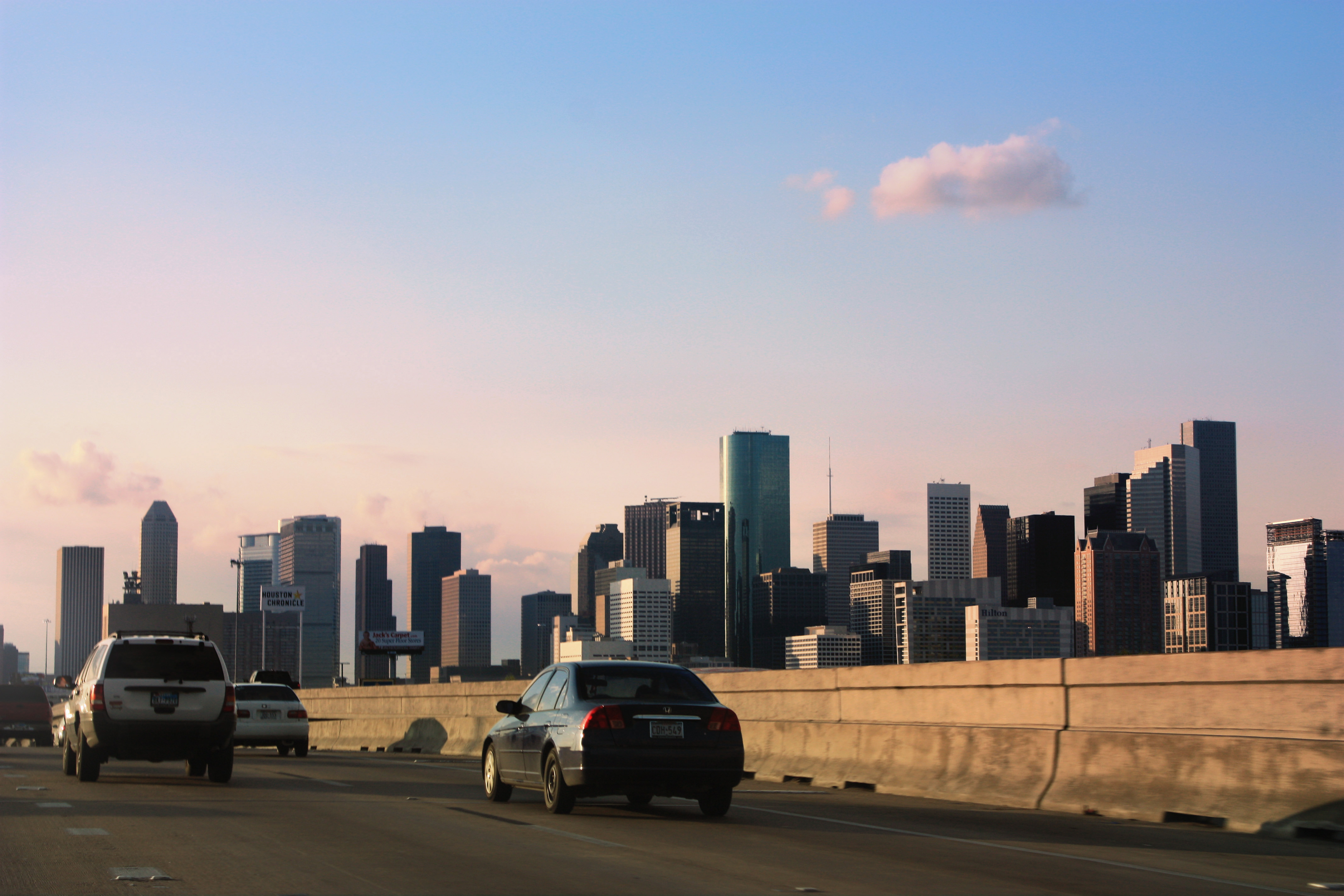
I-45から眺めたダウンタウンの高層ビル。

アメリカ合衆国内でゾーニング規定のない都市の中では、ヒューストンは最大の人口規模を抱える都市である。しかし、ヒューストンは他のサンベルト諸都市と同じようなしかたで発展してきている。ヒューストンにおいては、法的契約の付帯事項が都市計画において、民主度はやや低くなるものの、ゾーニングとほぼ同じような役割を果たしている。1948年、1962年、1993年と3度にわたって住宅地と商業地をわける試みがなされたものの、3度とも否決されている。そのため、市中心部に一極集中型のビジネス街が形成され、郊外に住宅地が広がるという形ではなく、市内の複数の地区が発展している。ダウンタウンには市最大のビジネス街が形成されているが、ダウンタウンの10km西、ヒューストンきっての高級住宅街であるアップタウンにも大規模なビジネス街が形成されている。このほか、ミッドタウン、エナジー・コリダー、グリーンウェイ・プラザ、ウェストチェースなど、住宅地と商業地、ないし工業地が混在する職住近接型の地区がいくつも形成されている。
ヒューストンのダウンタウンには、総延長約11kmにわたる地下トンネル通路が整備されている。この通路はダウンタウンのビルを結ぶもので、コーヒーショップやレストラン、コンビニエンスストアもある。この地下通路システムによって、通行者は夏の暑さや降雨を気にすることなく、ビル間を移動することができる。

### 建築物
| JPモルガン・チェース・タワー（左）はテキサス州で最も高い超高層ビルである。アップタウンに建つウィリアムズ・タワー（右）は独立峰のような趣を呈している。 |  | JPモルガン・チェース・タワー（左）はテキサス州で最も高い超高層ビルである。アップタウンに建つウィリアムズ・タワー（右）は独立峰のような趣を呈している。 |
| JPモルガン・チェース・タワー（左）はテキサス州で最も高い超高層ビルである。アップタウンに建つウィリアムズ・タワー（右）は独立峰のような趣を呈している。 |  | |

1960年代、ダウンタウン・ヒューストンの建物はそのほとんどが中層オフィスビルであった。1970年代に入り、ヒューストンがエネルギー産業ブームに沸くようになると、建設ブームが起こり、矢継ぎ早に超高層ビルが建ち始めた。この時期に建てられた超高層ビルの多くは市内で不動産開発会社を営むジェラルド・D・ハインズが手がけたものであった。1982年には、高さ305.4m、75階建てのJPモルガン・チェース・タワーが完成した。JPモルガン・チェース・タワーはテキサス州で最も高いビルで、全米でも11位、全世界でも35位の高さである。翌1983年には高さ302.4m、71階建てのウェルズ・ファーゴ・バンク・プラザが完成した。2006年現在、ダウンタウン・ヒューストンのオフィススペースの総面積は約4,000,000m2に及ぶ。
ポスト・オーク大通りとウェセイマー通りを中心としたアップタウンは、1970年代から1980年代初頭にかけて開発が進められ、環状線I-610に沿って、主に中層のオフィスビルやホテル、小売店などが建ち並ぶようになった。アップタウン・ヒューストンは最も成功したエッジ・シティの一例となった。フィリップ・ジョンソンとジョン・バーギーの設計によるウィリアムズ・タワーは高さ274.6m、64階建ての超高層ビルで、アップタウンのランドマークになっている。1983年に完成した当時は、ウィリアムズ・タワー（当時の名称はトランスコ・タワー）は都市中心部以外に建つものとしては世界で最も高いビルであった。このほかにも、アップタウンにはイオ・ミン・ペイやシーザー・ペリなど、著名な建築家の設計による建築物が建ち並んでいる。1990年代から2000年代初頭にかけては、アップタウンには高層マンションがいくつも建った。この時期に建てられた高層マンションの中には30階建て以上のものもある。2002年現在、アップタウン・ヒューストンのオフィススペースの総面積は2,100,000m2を超える。その質も総じて高く、総面積の7割以上にあたる1,500,000m2はクラスAのオフィススペースである。

## 政治

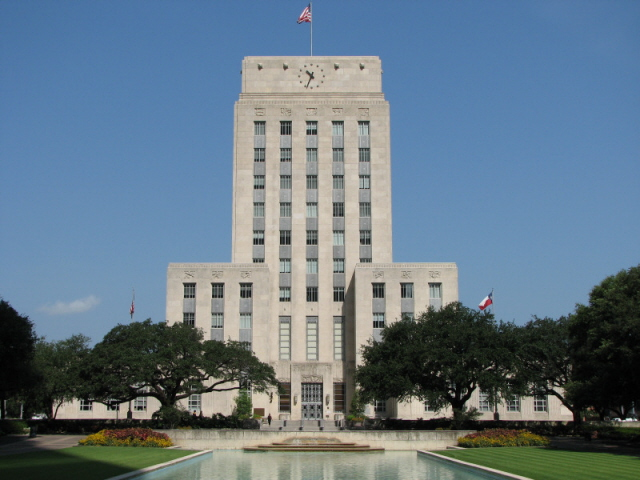
ヒューストン市庁舎

ヒューストンは市長制を採っている。ヒューストンは特定の権限を委譲されている。ヒューストンを含め、テキサス州内においては、すべての市政選挙は党派を特定せずに行われる。ヒューストンの市政選挙で選ばれるのは市長、会計監査官、および14名からなる市議会の議員である。
2024年現在の市長はジョン・ホイットマイヤーである。ヒューストン市長は市の管理者の長であり、最高責任者であり、公式な代表である。市長は市の全般的な管理業務、および法律・条令の施行に責任を負う。1991年の住民投票の結果により、ヒューストン市長の任期は2年と定められ、連続多選が認められるのは3選までとなった。1997年、リー・P・ブラウンが市長に就任し、ヒューストン市史上初の黒人市長が誕生した。
ヒューストン市議会議員選挙においては、市は9つの選挙区に分けられている。この9つの選挙区は、もともとは1837年にヒューストンが市制を施行した際の区が基になっている。各選挙区から1名ずつがまず当選となり、残る5議席はワイルドカードとして市全体から選出される。このシステムは、1979年にアメリカ合衆国司法省が義務付けたものが基になっている。現行の市の認可条件では、市域人口が210万人を超えたときには、市議会議員選挙の選挙区は2区増やされ、11区に改組されることになっている。
2020年7月21日　連邦政府は知的財産と個人情報の保護を理由にヒューストン市内にある中国総領事館の閉鎖命令を出した。

## 治安

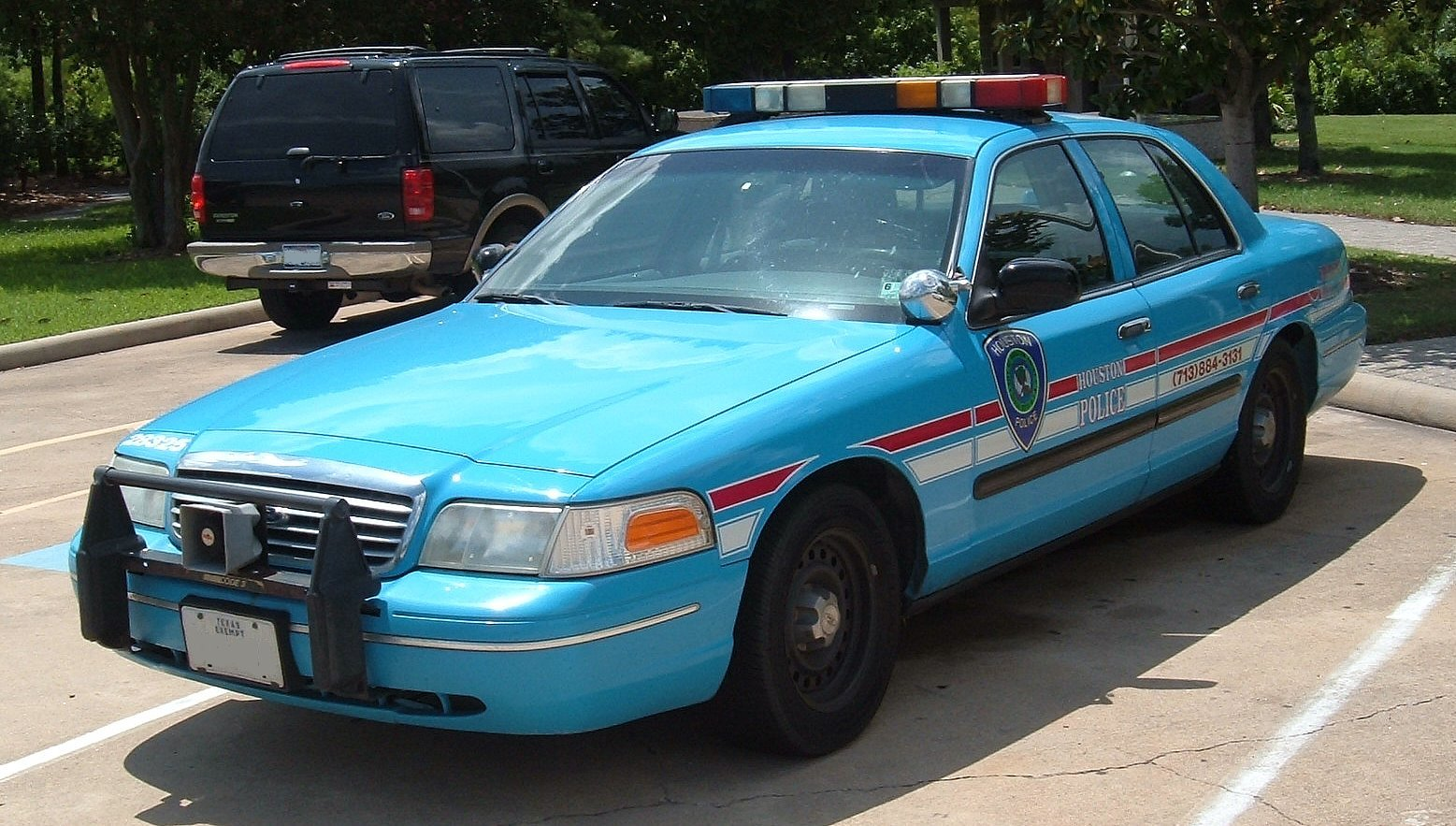
ヒューストン市警のパトロールカー

ヒューストンの治安はヒューストン市警等いくつかの法執行機関によって守られている。ヒューストンは「犯罪都市」と呼ばれることこそないものの、その犯罪率は決して低くはない。殺人の発生率が高く、全米の人口250,000人以上の都市の中でワースト18位である。ヒューストンにおける2005年の犯罪発生件数を2004年と比較すると、非暴力的犯罪こそ2%減少しているものの、殺人発生件数は23.5%増加し、336件を数えた。その原因の1つとしては、ハリケーン・カトリーナで大被害を受けたニューオーリンズからの避難民がヒューストンに大量に流入したことが挙げられる。カトリーナの襲来後、2005年の11月・12月においては、前年度の同時期に比べて殺人発生率が70%増加している。
ヒューストンにおける2006年の殺人発生件数は379件、発生率は人口100,000人あたり17.24件で、2005年の16.33件より増加している。この人口100,000人あたり17.24件という数値は全米平均の約2.5倍にあたる。アメリカ合衆国内の他都市同様、ヒューストンはギャングがらみの犯罪にも直面している。1996年現在、ヒューストンには380のギャングが存在し、少年2,500人を含む8,000人が加わっている。

## 経済

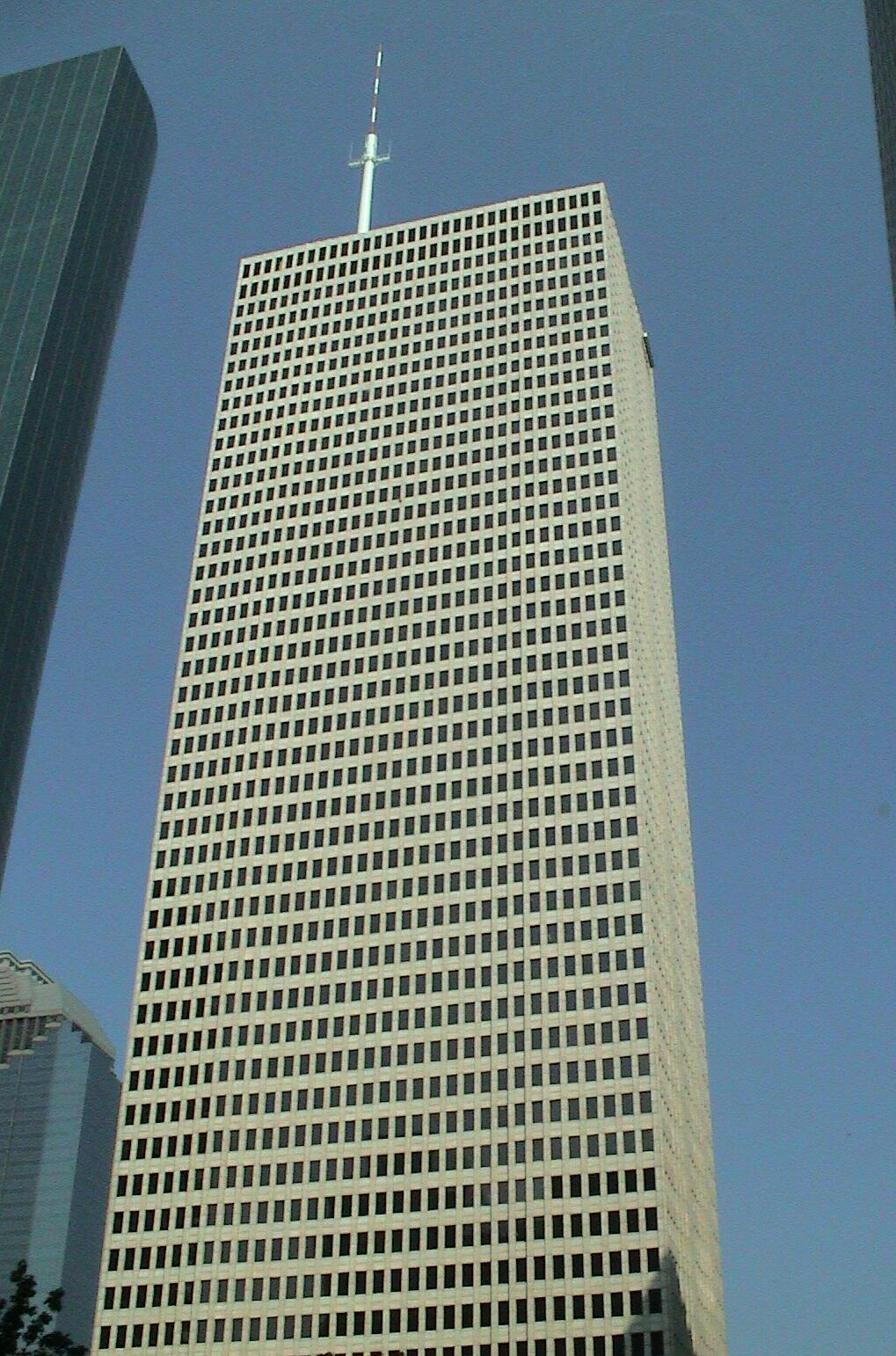
シェルの米国法人、シェル石油会社の本社ビル、ワン・シェル・プラザ

ヒューストンはエネルギー産業、こと石油・天然ガス産業では世界的にその名を轟かせている。また生命医学分野や、航空・宇宙開発分野でもよく知られている。全米最大級の貿易港であるヒューストン港の運河、ヒューストン・シップ・チャネルの存在もヒューストンの経済に大きく寄与している。世界中の多くの場所とは違い、エネルギー産業に従事する住民の多いヒューストンでは、原油やガソリンの価格の高騰は経済に好ましい影響を与えるものであると見られている。
スーパーメジャーと呼ばれる6大石油会社のうち、4社がヒューストンに主要な業務拠点を置いている。イギリスに本社を置くシェルの米国法人、シェル石油会社はダウンタウンのワン・シェル・プラザに本社を置いている。エクソンモービルは本社こそダラス・フォートワース複合都市圏のアービングに置いているものの、同社の上流部門と化学部門はヒューストンに置かれている。サンフランシスコ・ベイエリアに本社を置くシェブロンは、エンロンの本社ビルになる予定だった40階建てのビルを2003年に買収し、同社のヒューストンオフィスをそこに置いている。また、シェブロンの子会社であるシェブロンパイプラインの本社はヒューストンに置かれている。コノコフィリップスは本社をヒューストンに置いている。また、これら石油メジャーの存在だけでなく、ヒューストン都市圏には油田設備の設置やサービスを主事業とする企業も集中している。中には数千人から10,000人以上の従業員を抱える大企業もある。
| ヒューストン港左: 大規模なコンテナターミナル右: 石油産業の街の港らしく、運河沿いには貯油タンクが並ぶ   |  | ヒューストン港左: 大規模なコンテナターミナル右: 石油産業の街の港らしく、運河沿いには貯油タンクが並ぶ |
| ヒューストン港 左: 大規模なコンテナターミナル 右: 石油産業の街の港らしく、運河沿いには貯油タンクが並ぶ |  | |

こうしたヒューストンの石油産業・石油化学産業の中心地としての成功はヒューストン港の存在によるものが大きい。ヒューストン港は外国貨物取扱量全米一で、総貨物取扱量では南ルイジアナ港に次いで全米2位、全世界でも10位にランクされる大規模な貿易港である。
ヒューストン都市圏における2006年の地域総生産（Gross Area Product、GAP）は3255億ドル で、オーストリア、ポーランド、サウジアラビアなどの国内総生産（GDP）を若干上回る。全世界の国の中でも、ヒューストン都市圏のGAPを上回るGDPを有する国はアメリカ合衆国自身を除いて21ヶ国しかない。主に石油や天然ガスの生産による鉱業は、ヒューストンのGAPの11%を占めるが、1985年の21%からは大幅に減っている。オイルショック後の原油価格暴落による経済停滞の教訓から、ヒューストン地域経済は石油への依存度を減らしており、その分技術サービス、保健サービス、製造業など、産業の多様化を進めている。GAPに占める鉱業の割合の減少には、そういった傾向が如実に現れていると言える。
ヒューストンは全米10大都市圏の中で、雇用増加率では2位、名目雇用増加数では4位である。フォーブス誌による「ビジネスやキャリアアップに良い場所」のランキングでは、ヒューストンはテキサス州内で1位、全米でも3位につけている。ヒューストンにはアメリカ合衆国外の40ヶ国の政府が国際貿易・通商機関を置き、23ヶ国の商業局・貿易協会が現在活動している。また、アメリカ合衆国外10ヶ国の銀行20行がヒューストンに支店もしくは事業所を置き、地域内の外国人コミュニティに財務補助サービスを提供している。

## 医療

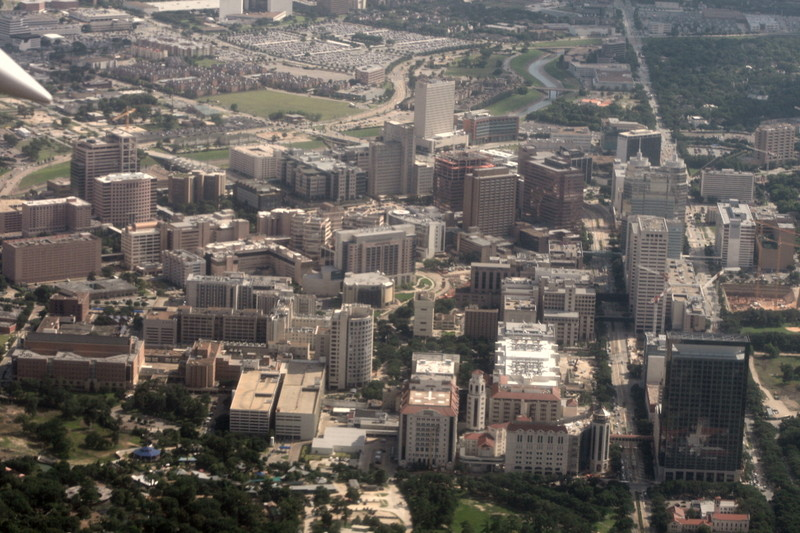
テキサス医療センター。あまりにも規模が大きいため、医療センターというよりひとつの研究都市の様相を呈している。

国際的にその名を知られているテキサス医療センターはヒューストンにある。テキサス医療センターは世界最大級の医療研究機関の集積地である。テキサス医療センター内の45機関すべてが非営利団体である。これらの機関は治療、予防医学、研究、教育、地域・国家・国際コミュニティの福祉と、医療とその研究に関わるあらゆる側面をカバーしている。センターには著名な病院13院をはじめ、特別機関2機関、医学校2校、看護学校4校、歯学校、公共保健学校、薬学校があり、医療・保健関連のあらゆるキャリア・パスが用意されている。テキサス医療センターはまた、ライフ・フライトと呼ばれる、救急ヘリコプター派遣のシステムが創設された地でもある。複数の機関が連携しての移植手術プログラムも開発されてきた。心臓外科の手術においては、テキサス医療センターは世界で最も術例が多い。
テキサス医療センター内にある医療・保健関連の学術・研究機関の中で著名なものには、ベイラー医科大学、テキサス大学ヒューストン保健科学センター、メソジスト病院、テキサス子供病院、テキサス大学MDアンダーソンがんセンターなどがある。ベイラー医科大学は、1900年に「ダラス大学医学部」としてダラスに設立され、1903年にベイラー大学と合併した後、1943年にテキサス医療センターに移転してきた。その後、1969年にベイラー大学との提携を解消し、以降現在に至るまで独立した医科大学として運営されている。同校はUSニューズ&ワールド・レポート誌による医学部・医科大学のランキングでも上位10位以内に入る高評価を得ている。テキサス大学ヒューストン保健科学センターは保健教育の博士課程では全米1位である。テキサス大学システムに属するもうひとつの機関、テキサス大学MDアンダーソンがんセンターは1990年代以降、がん治療に特化した病院としては全米で一二を争う存在である。メソジスト病院は全米の優れた病院の1つに数えられ、心臓外科手術、がん治療、てんかん治療、臓器移植など幅広い分野で世界的にその名を知られている。

## 交通

### 航空

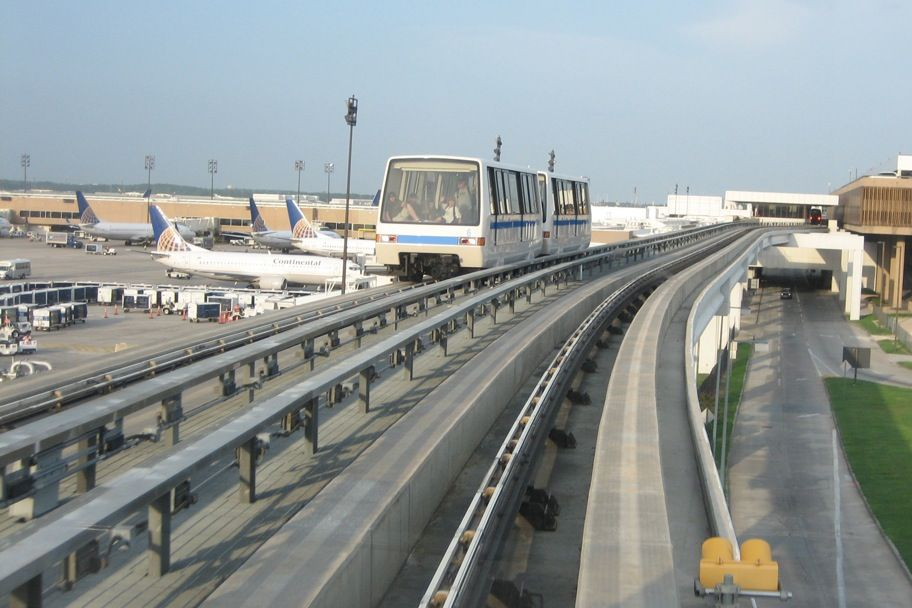
ジョージ・ブッシュ・インターコンチネンタル空港

ヒューストンの空の玄関となる空港はダウンタウンの37km北に位置するジョージ・ブッシュ・インターコンチネンタル空港（IATA: IAH）である。単に「インターコンチネンタル空港」とも呼ばれる。旅客数はテキサス州の空港としてはダラス・フォートワース国際空港に次ぐ規模である。かつて、ヒューストンに本社を置いていたコンチネンタル航空最大のハブ空港であった。現在はコンチネンタル航空と合併したユナイテッド航空がヒューストンからアメリカ合衆国内外182都市へ1日700便以上を飛ばしている。同空港と日本の成田国際空港間は直行便が、ユナイテッド航空により毎日1便就航している。日本の航空会社は全日本空輸が2015年6月12日から毎日1便の直行便を、2025年3月からZIPAIRも週4便の運航を開始した。歴史上日本の格安航空会社によるヒューストンへの直行便開設は初めての事である。
2006年、アメリカ合衆国運輸省は、インターコンチネンタル空港はアメリカ合衆国内10大空港の中で最も高い成長を遂げている空港であると発表した。2007年初め、アメリカ合衆国税関・国境警備局はインターコンチネンタル空港をアメリカ合衆国外からの旅行者に対する入国港湾のモデルと位置づけた。テキサス・ルイジアナ・ミシシッピ・アラバマ4州の南部をカバーするヒューストン航空管制センターは、インターコンチネンタル空港の敷地内に置かれている。
インターコンチネンタル空港は1969年に開港したが、それ以前はダウンタウンの南西約13kmに位置するウィリアム・P・ホビー空港（IATA: HOU）がヒューストンの空の玄関口としての役割を果たしていた。1967年まではヒューストン国際空港と呼ばれていたこの空港は、現在では近距離・中距離の国内線や、企業・個人のチャーター便などを主とし、インターコンチネンタル空港を補完する役割を果たしている。同空港に発着する旅客機の8割はサウスウエスト航空の便で占められている。サウスウエスト航空はインターコンチネンタル空港を利用せず、ホビー空港のみに航空機の便を発着させている。同社はヒューストンを拠点都市の1つとして位置づけており、今後もホビー空港発着の新路線を開拓していく計画を立てている 。ホビー空港の敷地内にはヒューストンにおける航空史の史料を展示する1940エアターミナル博物館が立地している。このアール・デコ調建築の博物館は、もともとはホビー空港がヒューストン市立空港と呼ばれていた頃、1940年に建てられた空港ターミナルビルであった。
ダウンタウンの南東約25kmに位置するエリントン空港は、もとはアメリカ合衆国空軍の基地『エリントン・フィールド』であったものを民間に転用した空港であるため、IATAコードはエリントン・フィールド時代のEFDのままである。同空港は第一次世界大戦中の1917年、航空機の黎明期に空軍の前身であるアメリカ合衆国陸軍航空隊の訓練施設としてつくられた。現在でも軍用やNASAの航空機の発着・航空祭に使われているが、それらに加え、商用やゼネラル・アビエーションにも用いられている。
ヒューストンはインターコンチネンタル、ホビーの両空港を改善するプログラムを数年間にわたって、31億ドルの費用を投じて進めてきた。それが実り、ヒューストンの空港システムは2005年、連邦航空局とテキサス州政府によってエアポート・オブ・ザ・イヤーに選ばれた。

### 高速道路

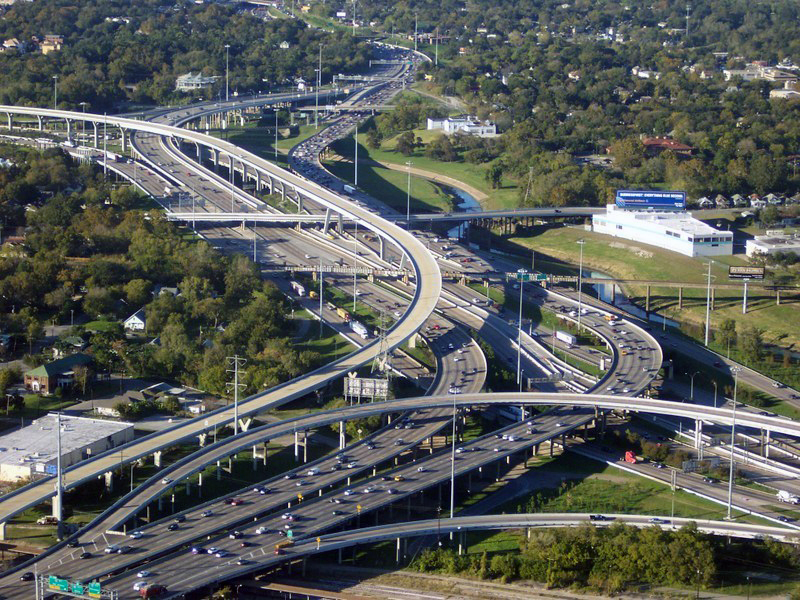
ダウンタウン付近で合流するI-10とI-45

ヒューストンのダウンタウン付近では2本の州間高速道路、I-10とI-45が交わる。I-10はサンベルト地帯を東西に貫いて走る幹線である。一方、I-45はダラスとヒューストンを結ぶ、テキサス州で最も重要な道路のひとつである。これらの高速道路上にはグレイハウンドをはじめとする都市間の中・長距離バスが走っており、ダラス、サンアントニオ、バトンルージュなどへの便がある。
これらの州間高速道路のほか、10郡にわたるヒューストン都市圏には、総延長926kmにおよぶ高速道路網が張り巡らされている。ヒューストンの高速道路システムはダウンタウンを中心とした放射線と、複数の環状線の組み合わせで構成されている。最も内側の環状線は、形式上はI-10の支線となっているI-610である。I-610はダウンタウンを中心に、テキサス医療センターなど半径8km程度の範囲内にある地域を取り囲んでいる。その外側を走る州道環状8号線はヒューストン都市圏の第2環状線という位置づけになっており、南東に隣接するパサディナ市などダウンタウンから半径20km程度のところを走っている。環状8号線の約3/4はサム・ヒューストン有料道路になっている。インターコンチネンタル空港はこの環状8号線のすぐ外側に位置している。

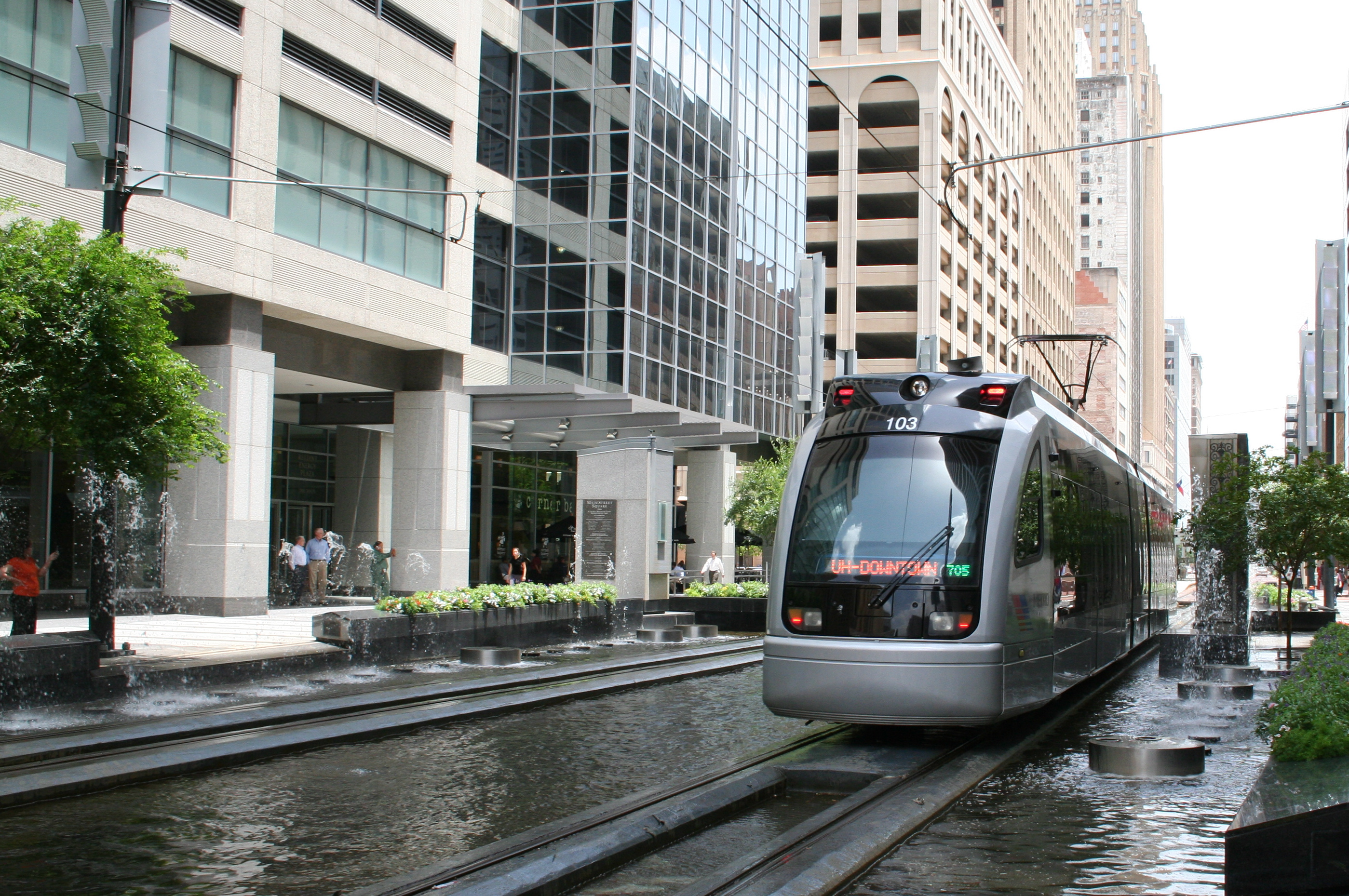
ヒューストンのライトレール

環状8号線のさらに外側には、ヒューストン都市圏第3の環状線となる州道99号線（グランド・パークウェイ）の計画・建設が進められている。ヒューストンの南西に隣接するシュガーランド市とI-10とを結ぶ区間は1994年に完成し、既に供用されている。また、現在ミシガン州のカナダ国境からインディアナポリスへと通じているI-69は、将来的には南へ延伸し、現在のUS-59のルートを通ってヒューストンを通ってブラウンズビルのメキシコ国境に通ずる予定になっている。そのほかにも、ダウンタウンから延びる放射線が数本建設される予定がある。
ヒューストンの高速道路システムはテキサス州交通局、ハリス郡政府、ハリス郡都市圏交通局、ヒューストン市の4機関のパートナーシップによる交通センター、ヒューストン・トランスターが監視している。ヒューストン・トランスターはヒューストン都市圏における交通サービスと緊急事態への対処に責任を負っている。ヒューストン・トランスターは、全米で初めて交通サービスと緊急事態への対処のサービスを一体化したセンターであり、また全米で初めて4機関でリソースを共有するセンターでもある。

### その他の公共交通機関
ヒューストンの路線バスやライトレールなどの公共交通機関はハリス郡都市圏交通局（Metropolitan Transit Authority of Harris County, Texas、METRO）によって運営されている。しかし、ヒューストンは市域も都市圏も広いため、公共交通機関によってカバーされていない地域も多い。そのためアメリカ合衆国内の他都市同様、ヒューストン都市圏における主な交通手段は個人所有の自動車である。
METROの主力となっている路線バスは100系統以上あり、普通路線、急行路線、パークアンドライド路線に大別される。パークアンドライド路線はその名の通りパークアンドライドを促進するための路線で、高速道路上を走り、郊外の高速道路沿いにつくられた25ヶ所の大規模な駐車場とダウンタウンとを結んでいる。この路線バス網に加え、METROは2004年1月1日にライトレールの営業運転を開始した。第1弾として開通したレッドラインはヒューストン大学ダウンタウン校とNRGパークを結ぶ13kmの路線で、途中ライス大学やミュージアム・ディストリクト、テキサス医療センターを通る。METROはライトレール網を整備する10ヶ年計画を進めており、将来的にはこのレッドラインに加え、5路線が開通する予定になっている。
アムトラックの長距離列車、サンセット・リミテッド号はダウンタウンの北側にあるヒューストン駅に停車する。サンセット・リミテッド号はアムトラックで唯一、シカゴを経由せずに大陸を横断する列車で、ロサンゼルスとオーランドを結び、西行、東行とも週3便運行している。2006年度のヒューストン駅の年間利用客数は10,855人であった。

## 教育

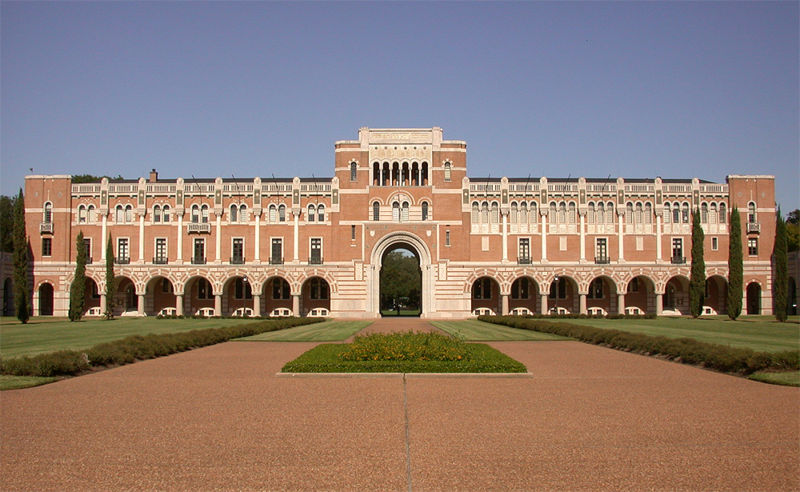
ライス大学

ヒューストンには55校の高等教育機関がある。その中でもとりわけ知名度が高いのはダウンタウンの南にキャンパスを構えるライス大学である。ライス大学は1912年開校で、アメリカ合衆国の大学の歴史の中では比較的新しい部類に入る大学でありながら、USニューズ&ワールド・レポート誌の総合大学のランキングでは常にトップ25位以内に入る高評価を受けている。同校の学生数は学部生・大学院生合わせて4,500人ほどで、教授1人あたりの学生数が少なく、少数精鋭制で密度の高い教育を行っている。
一方、ヒューストン大学は本校だけで約36,000人の学生を抱える大規模な州立総合大学で、世界130ヶ国から留学生を受け入れている。同学は40の研究センター・機関を有している。ヒューストン大学システムはダウンタウンの南西にキャンパスを構えるヒューストン大学本校のほか、クリアレイク校、ダウンタウン校、ビクトリア校の3校を有している。クリアレイク校は市の南東部、ジョンソン宇宙センターに程近いクリアレイク地区にキャンパスを構え、コミュニティ・カレッジ卒業生を対象に上級学年向けの講義を開講している。ダウンタウン校はダウンタウンの北側に校舎を持ち、ヒスパニック系の学生が全学生の1/3を占める。ビクトリア校はヒューストンの南西約200kmに位置するビクトリア市に小規模なキャンパスを構えている。これら4キャンパスに加え、ヒューストン大学システムは西郊のフォートベンド郡にシュガーランド教育センターとチンコ・レンチ教育センターを有している。これらの教育センターでは、大学の上級学年および大学院レベルの一部のコースを受講することができる。

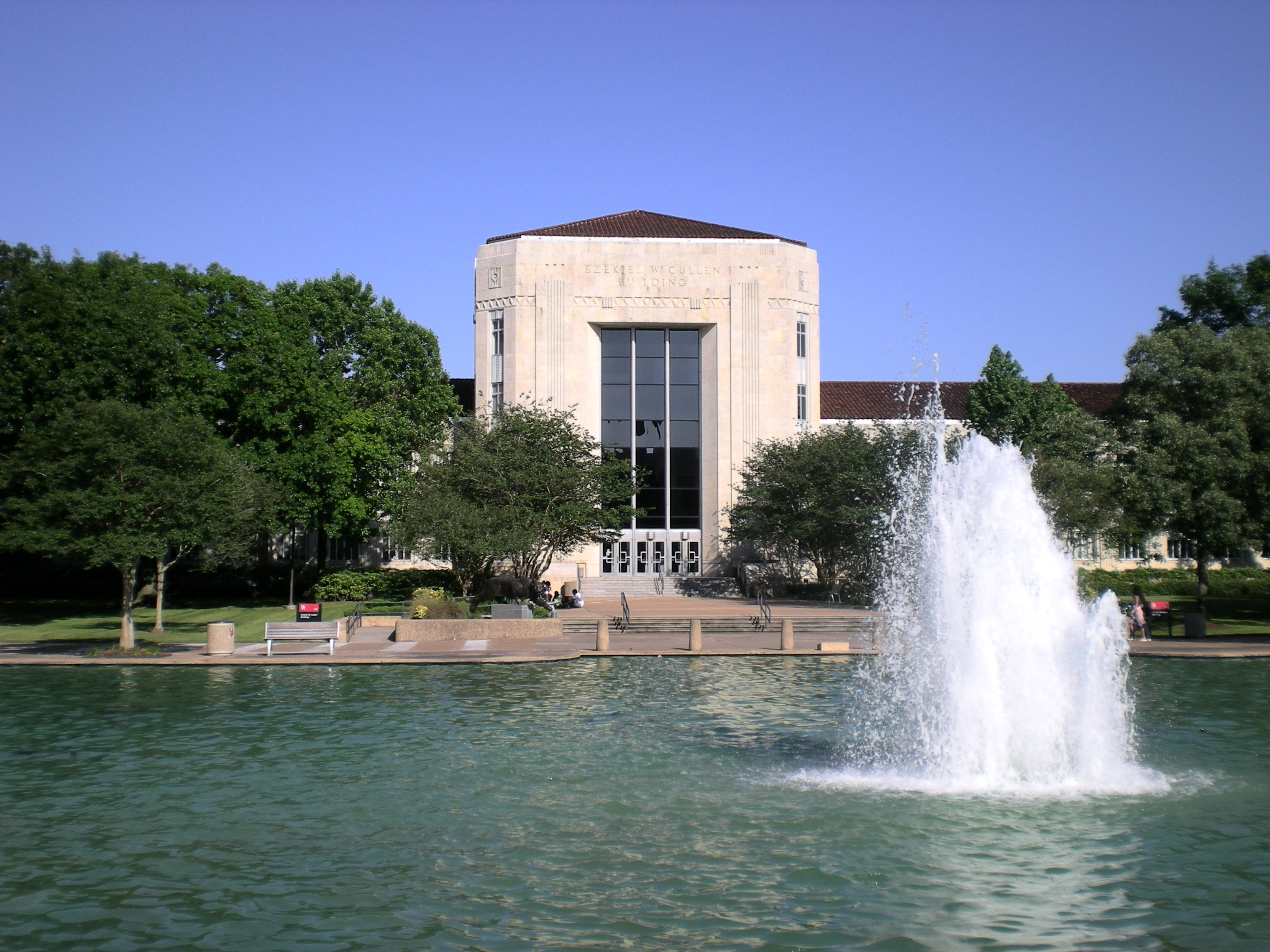
ヒューストン大学

このほか、ヒューストンにはテキサス南大学、セント・トーマス大学、ヒューストン・バプテスト大学などの4年制大学がある。ヒューストン・コミュニティ・カレッジ・システムは、ヒューストンとその周辺都市に立地するコミュニティ・カレッジ6校からなり、合計約57,000人の学生を抱える、全米でも4番目に大きい規模を持つコミュニティ・カレッジ・システムである。
テキサス州には公立のロー・スクールが4校あるが、そのうちの2校がヒューストンにある。1つはヒューストン大学ロー・センターで、もう1つはテキサス南大学のサーグッド・マーシャル法科大学院である。ヒューストン大学ロー・センターはUSニューズ&ワールド・レポートのロー・スクールのランキングで全米60位にランクされている。この2校に加え、ヒューストンには私立の南テキサス法学校もある。同校は1923年に創立された、ヒューストンでは最も長い歴史を誇る法学校で、模擬裁判プログラムがつとに良く知られている。
全米で7番目に規模の大きいヒューストン独立学区（Houston Independent School District、HISD）をはじめ、17の公立学区がヒューストン市域をカバーし、ヒューストンにおけるK-12課程を支えている。これらの学区で運営されている公立学校のほかにも、ヒューストンには多数のマグネット・スクールやチャーター・スクールもある。ヒューストンに校舎を構える私立学校は300校を超える。ヒューストンの私立学校の多くはテキサス私立学校認定協会（Texas Private School Accreditation Commission、TEPSAC）の認定を受けている。ヒューストン周辺の私立学校約50校が参加している非営利の組合、ヒューストン地域独立学校組合（Houston Area Independent Schools、HAIS）は、宗教的ないし非宗教的な様々な観点からの教育を提供している。ヒューストンとその周辺地域のカトリック系私立学校はガルベストン・ヒューストン司教区が運営している。

## 文化

### 芸術

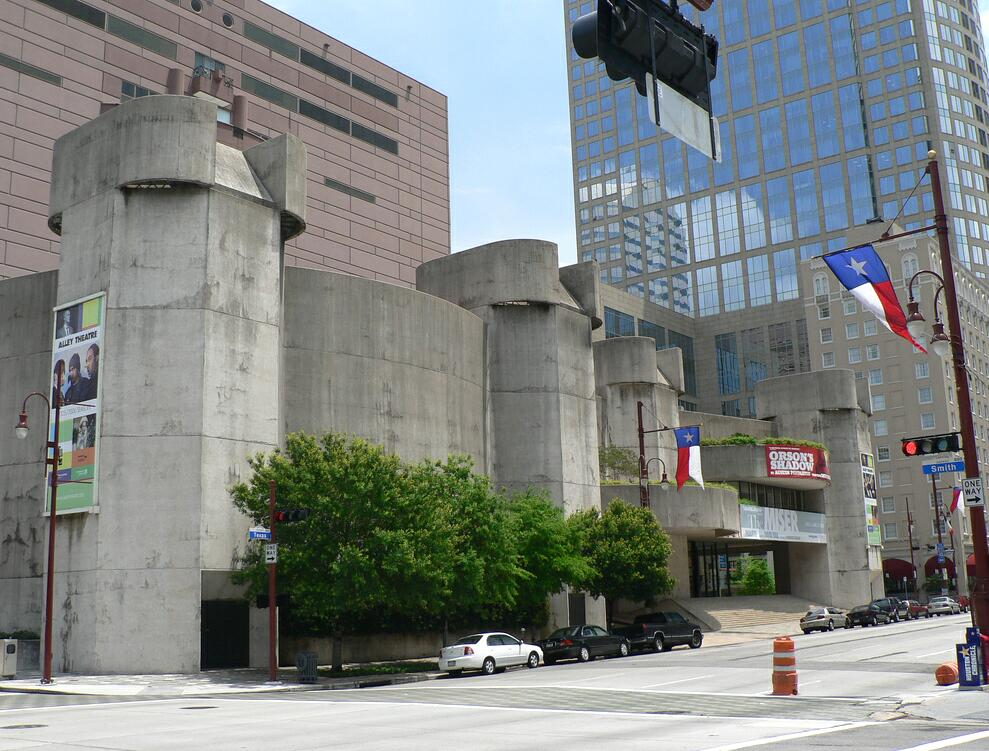
シアター・ディストリクトの一角に建つアレイ・シアター

ヒューストンは工業都市・ビジネス都市としてのイメージの強い都市であるが、文化・芸術面での充実度も高い。ヒューストンは文化・芸術活動を行う団体・施設を200以上有している。ダウンタウンの17ブロックにわたって広がるシアター・ディストリクトには9つの著名な演技芸術団体が本部を置き、6ヶ所のホールが立地している。ダウンタウンにおける劇場の席数では、ヒューストンは全米2位である。ヒューストンにはオペラ（ヒューストン・グランド・オペラ）、バレエ（ヒューストン・バレエ）、クラシック音楽（ヒューストン交響楽団）、演劇（アレイ・シアター）がすべて揃っている。これら4種の演技芸術をすべて揃えている都市は、全米でもニューヨーク、シカゴ、シアトル、サンフランシスコなど、ごくわずかな大都市に限られている。これらに加え、ヒューストンではブロードウェイのミュージカルやコンサートなどのツアー公演も行われる。

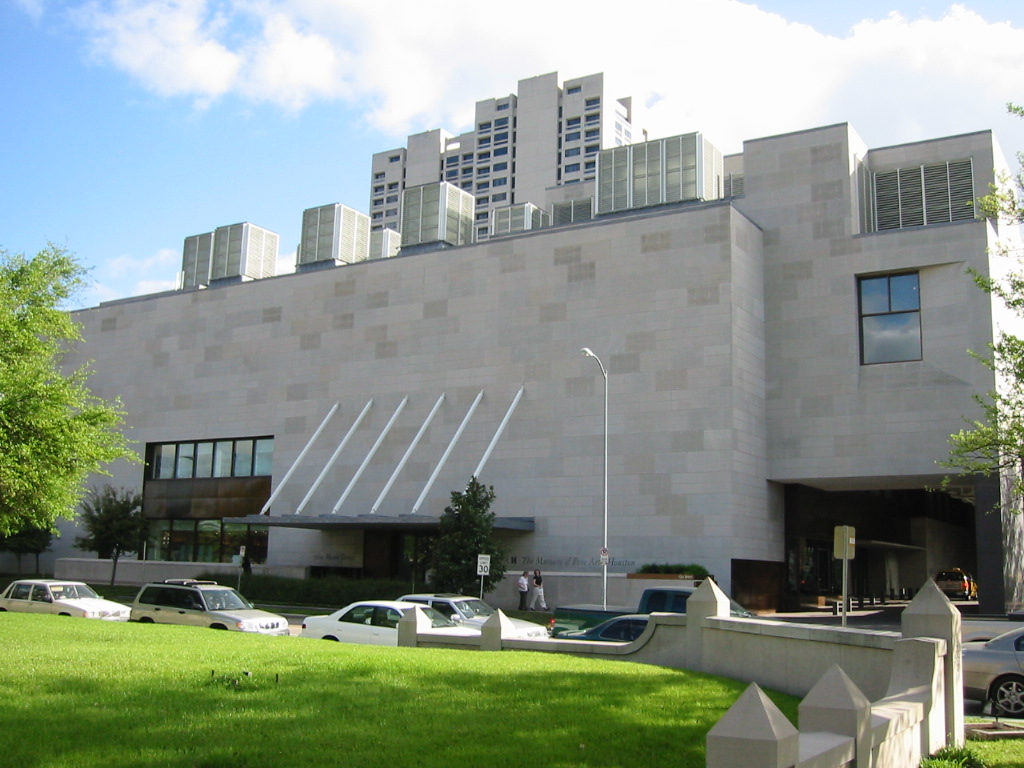
ヒューストン美術館

ダウンタウンの南、ライス大学のキャンパスやテキサス医療センターに隣接するエリアには、ミュージアム・ディストリクトと呼ばれる博物館・美術館街が広がっている。ミュージアム・ディストリクトには年間700万人が訪れる。ミュージアム・ディストリクト内の著名な博物館・美術館には、ヒューストン美術館、ヒューストン自然科学博物館、ヒューストン現代美術館、ヒューストンホロコースト博物館などがある。ヒューストン美術館は1924年に創立され、常設展示だけで40,000点の作品を展示する、テキサス州最古・最大の美術館である。ヒューストン自然科学博物館が立地するハーマン・パーク内にはヒューストン動物園もある。ミュージアム・ディストリクトの北西に隣接するモントローズ地区には、油田検層事業の世界最大手シュルンベルジェ社の令嬢で、芸術と公民権運動に献身したドミニク・デ・メニルとその夫ジョンが設立した美術館メニル・コレクションと、超教派の教会堂ロスコ・チャペルが立地している。
ヒューストンではロック、ブルース、カントリー、ヒップホップ、テハーノ音楽などの活動も市域の至るところで見られる。しかし、ヒューストンがこういった大衆音楽の世界でミュージックシーンの中心になることはあまりない。ヒューストンが生んだアーティストは、ある一定レベルの成功を収めるとアメリカ合衆国内の他地域に移住する傾向が見られる。しかし、その中でもヒューストン・ヒップホップだけは例外で、サウス・ヒップホップやギャングスタ・ラップと互いに影響し合いながら、独自のミュージック・シーンを打ち出し、商業的にも成功を収めてきた。

### 名所・イベント・レクリエーション

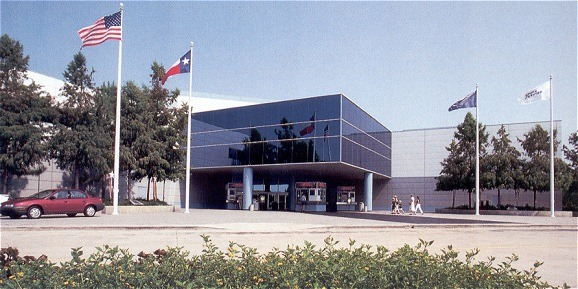
ジョンソン宇宙センターのビジターセンター、スペースセンター・ヒューストン

ダウンタウンの南東約40kmにはNASAのジョンソン宇宙センターが立地している。ライス大学から広大な土地を寄付されて1965年に開設された同宇宙センターは、有人宇宙飛行の研究・開発、スペースシャトルや国際宇宙ステーションなど有人宇宙飛行ミッションの管制・運用、宇宙飛行士の訓練など、NASAの有人宇宙飛行プログラムの遂行において中核となる活動を行っている。そのビジターセンター、スペースセンター・ヒューストンは、アポロ計画によって持ち帰られた月の石や、スペースシャトルのシミュレータ、NASAの有人宇宙飛行プログラムの歴史に関するプレゼンテーション資料など、NASAや航空・宇宙に関連する展示物を展示している。
ヒューストン自然科学博物館やヒューストン動物園を抱えるハーマン・パークをはじめ、レイク・ヒューストン・パーク、メモリアル・パーク、トランクイリティ・パーク（アポロ11号が着陸した月の「静かの海」に由来）、セスクィセンティニアル・パーク、サム・ヒューストン・パークなど、ヒューストンには大小337の公園と200以上の緑地があり、その総面積は約7,930haにおよぶ。セスクィセンティニアル・パークはその名が示す通り1986年に市創設150周年を記念して開園した公園で、ジョージ・H・W・ブッシュの銅像が立っている。サム・ヒューストン・パークには1823年から1905年までの間に建てられた家屋が修復・復元されて残っている。これらの公園は市が管理している。

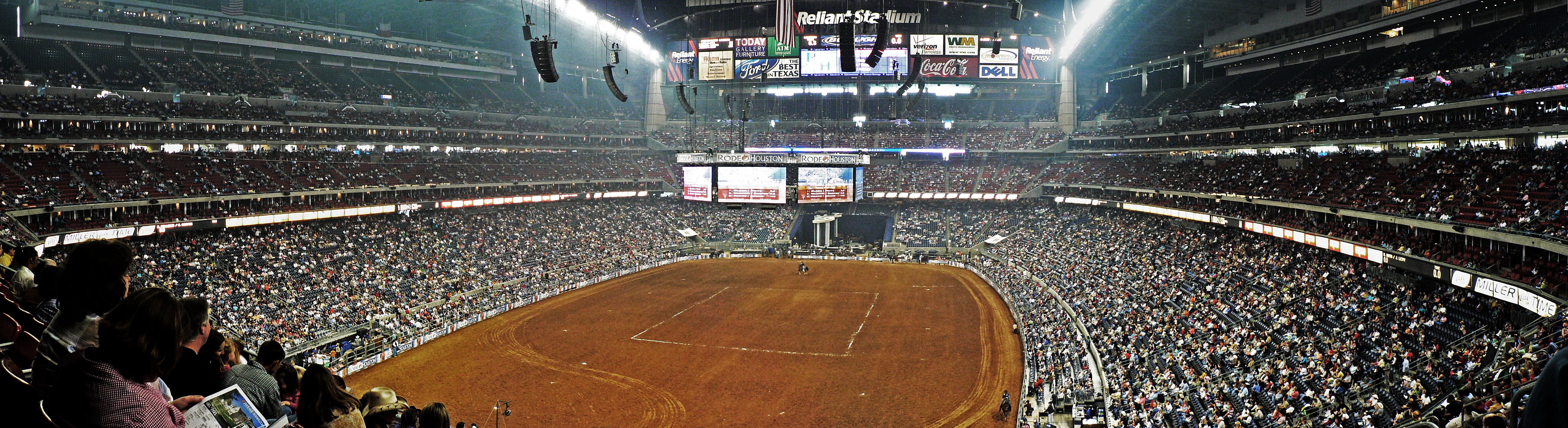
ロデオの大会のためにダートが敷かれたNRGスタジアム

ヒューストンではあらゆるイベントが行われるが、その中でも、最も伝統があり、最も規模が大きいのはダウンタウンの南西約10kmに位置するNRGパークを会場として行われるヒューストンライブストックショー・アンド・ロデオである。家畜の品評会としても、ロデオの大会としても世界最大級のこのイベントは毎年2月下旬から3月上旬にかけて20日間以上にわたって執り行われ、会期中には200万人以上の来客が訪れる。普段はヒューストン・テキサンズやNCAAのフットボールの試合が行われるNRGスタジアムは、このイベントのときだけはダートが敷かれ、ロデオの会場となる。同イベントではロデオのほか、家畜の品評会、コンサート、パレード、カーニバル、トレイル・ライド、ピッグレース、バーベキュー、ワインの品評会なども行われる。このほかにヒューストンで行われる主なイベントとしては、ヒューストン・プライド・パレード（LGBTのプライド・パレード）、ヒューストン・グリーク・フェスティバル、ヒューストン・アート・カー・パレード、ヒューストンオートショー、ヒューストン・インターナショナル・フェスティバル、バイユー・シティ・アート・フェスティバルなどがある。

### スポーツ

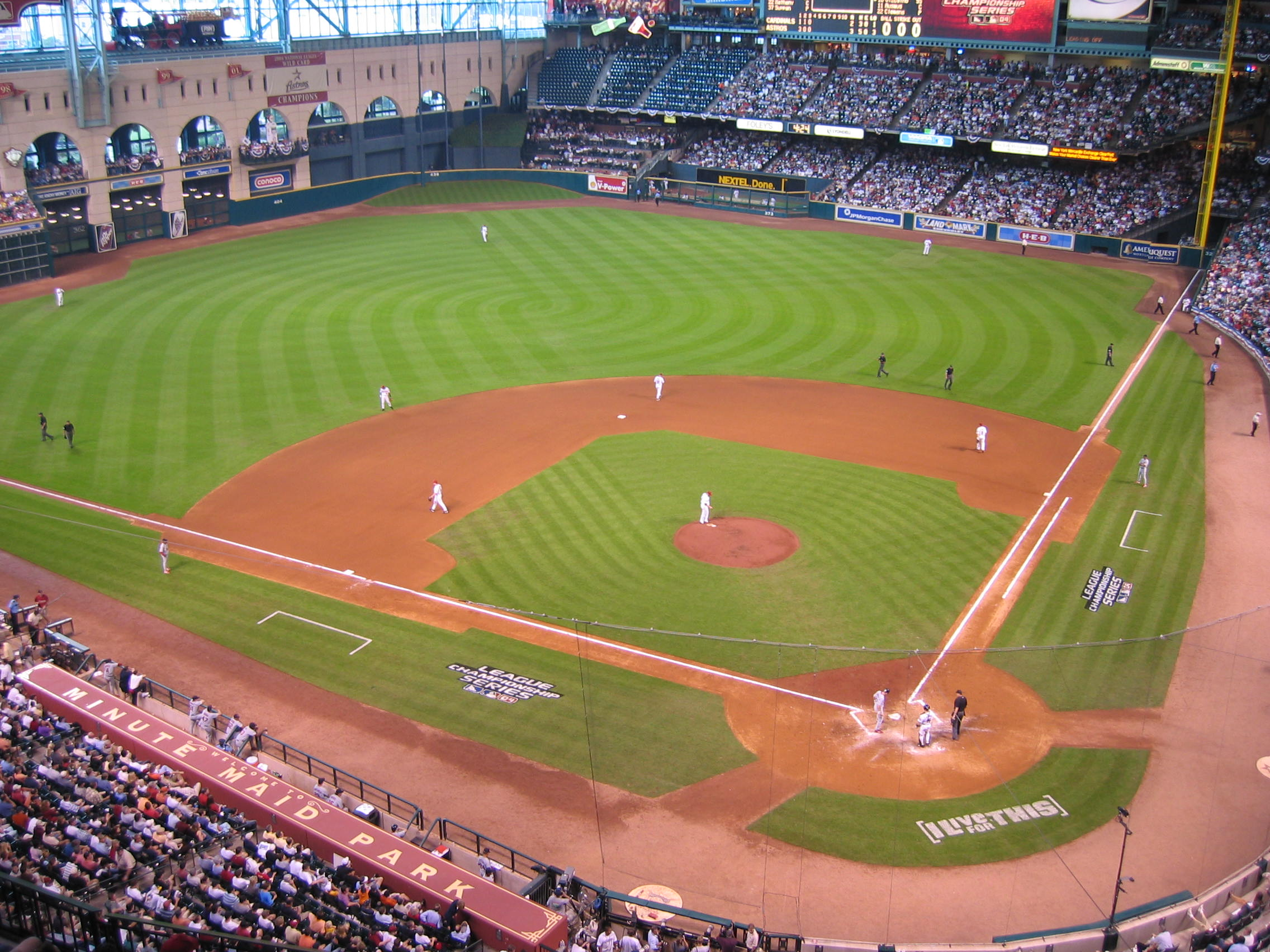
ダイキン・パーク

ヒューストンはプロスポーツリーグにとっても重要な拠点である。MLBはヒューストン・アストロズ、NFLはヒューストン・テキサンズ、NBAはヒューストン・ロケッツと、ヒューストンには北米4大プロスポーツリーグのうちの3リーグがチームを置いている。NHLのチームはない。また、MLSのヒューストン・ダイナモとMLRのヒューストン・セイバーキャッツもヒューストンを本拠地としている。さらに2022年から2023年まではUSFLのヒューストン・ギャンブラーズが、さらに2020年と2023年にはXFLのヒューストン・ラフネックスが、2024年からは両チームが合併したUFLのヒューストン・ラフネックスが本拠地を置く。
ヒューストン・アストロズは1962年にヒューストン・コルト45sとして創設され、1965年にジョンソン宇宙センターの存在から「宇宙飛行士」を意味するastronautを縮めてアストロズという名に改められた。1960年代から1970年代には低迷していたが、1980年にノーラン・ライアンを獲得するとチームは躍進、1990年代中盤以降は地区の上位に食い込む成績をほぼ毎年残している。2005年にはワールドシリーズに出場したがシカゴ・ホワイトソックスに敗れた。その後2011年から3年連続100敗以上と低迷するが、2015年に10年ぶりのプレーオフに進出した。2017年には2度目のワールドシリーズに出場し、ロサンゼルス・ドジャースを第7戦で破って、球団創設56年目にして初優勝した。
アストロズはダウンタウンの再開発地区に建てられ、2000年に開場したダイキン・パークを本拠地としている。ヒューストンは夏が非常に蒸し暑いため、球場には開閉式の屋根がついており、必要に応じて球場内を空調完備にできる。現球場に本拠地が移る前は、アストロズはアストロドームを本拠地としていた。1965年に完成したこの球場は世界史上初のドーム球場で、当時は「世界八番目の不思議」とさえ呼ばれた。

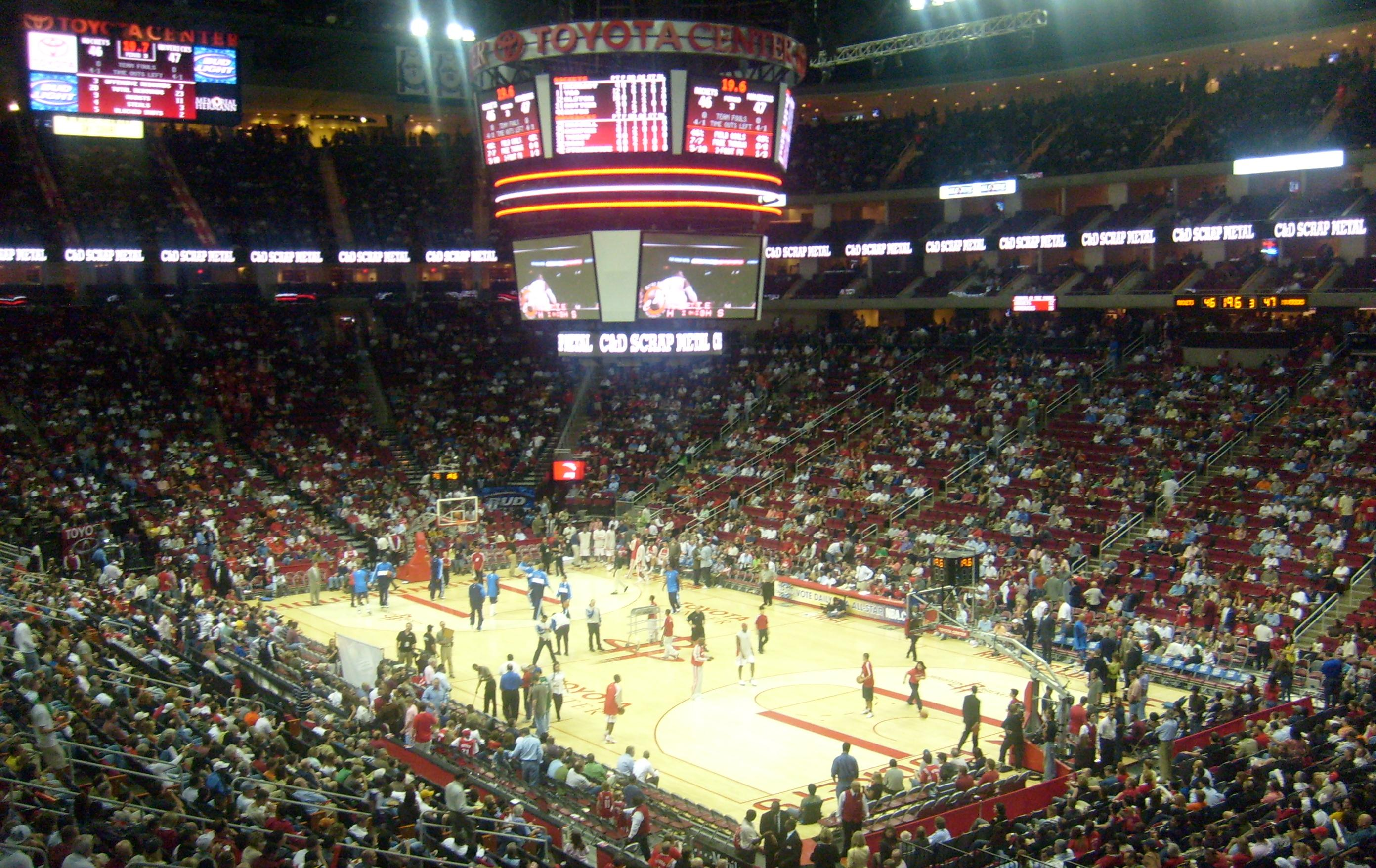
トヨタセンター

ダイキン・パークと同じダウンタウンの再開発エリアには、ヒューストン・ロケッツが本拠地にしているトヨタセンターも立地している。ヒューストン・ロケッツは一見、野球のアストロズ同様にNASAに由来するチーム名であると思われがちであるが、もともとは1967年にカリフォルニア州サンディエゴにサンディエゴ・ロケッツとして創設されたチームであり、NASAとの関連性はない。かつてはアキーム・オラジュワン、クライド・ドレクスラー、チャールズ・バークレーといった選手を擁した。1994年、1995年のNBAファイナルでは2連覇を飾り、ロケッツは黄金時代にあった。しかし1997年以降、ドレクスラーやバークレーが引退し、オラジュワンがトレードに出されると、その後は若年選手を中心として再建を進めているが、低迷が続いている。
トヨタセンターはそれまでロケッツの本拠地として使われていたコンパック・センターに代わって2003年に開場したアリーナで、ロケッツのほか、ヒューストン・コメッツ、およびヒューストン・エアロズが本拠地にしている。また、ヒューストンにおけるイベント会場・コンサート会場としても使われ、エルトン・ジョン、ポール・マッカートニー、スティーヴィー・ワンダーらの「大御所」アーティストからティーン・アイドルのハンナ・モンタナに至るまで、様々なアーティストがここでコンサートを行った。所有者はハリス郡とヒューストン市スポーツ局であるが、トヨタ自動車の米国法人が命名権を獲得したため、同社の名が冠せられている。

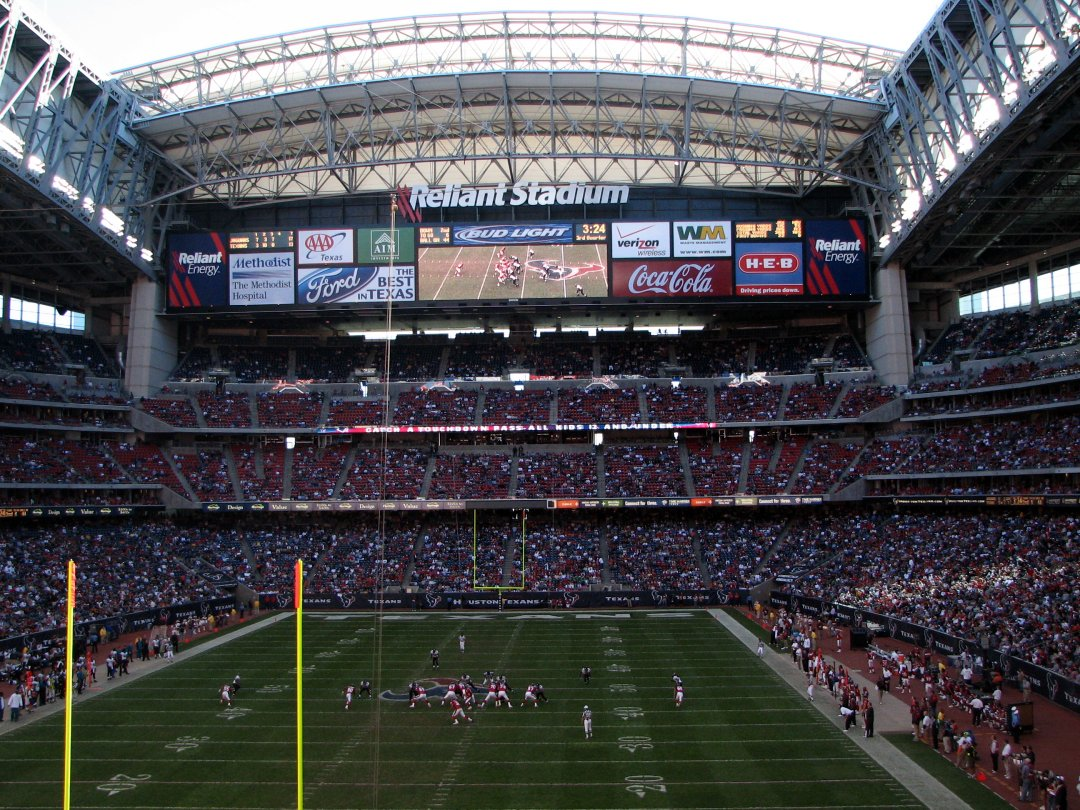
NRGスタジアム

一方、アストロドームの建つNRGパークには、ヒューストン・テキサンズの本拠地であるNRGスタジアムが立地している。2002年に開場したこのNRGスタジアムは、NFLの本拠地となるスタジアムとしては初めて開閉式の屋根を採用した。テキサンズは2002年のリーグ拡張のときにできたチームである。新興チームの多くがそうであるようにテキサンズもまたリーグの下位に低迷しており、チームとしての歴史が浅いことも相まって、目立った成績は残していない。このテキサンズとは別に、1960年から1996年までは、ヒューストンにはオイラーズというチームがあったが、その後テネシー州の州都ナッシュビルに移転し、チーム名もテネシー・オイラーズを経てテネシー・タイタンズとなっている。オイラーズはアストロドームを本拠地としていた。
NRGスタジアムではこのテキサンズのホームの試合のほか、ヒューストン家畜ショー・アンド・ロデオの会期中はダートを敷いてロデオの大会にも使われる（前述）。2004年には、第38回スーパーボウルがNRGスタジアムで行われた。2005年には、カレッジフットボールのビッグ12カンファレンス決勝戦がNRGスタジアムで行われ、テキサス大学がコロラド大学を70-3の大差で破った。地元テキサス州で大勝したテキサス大学はローズボウルに出場し、南カリフォルニア大学を破って全米優勝した。

## 人口動態

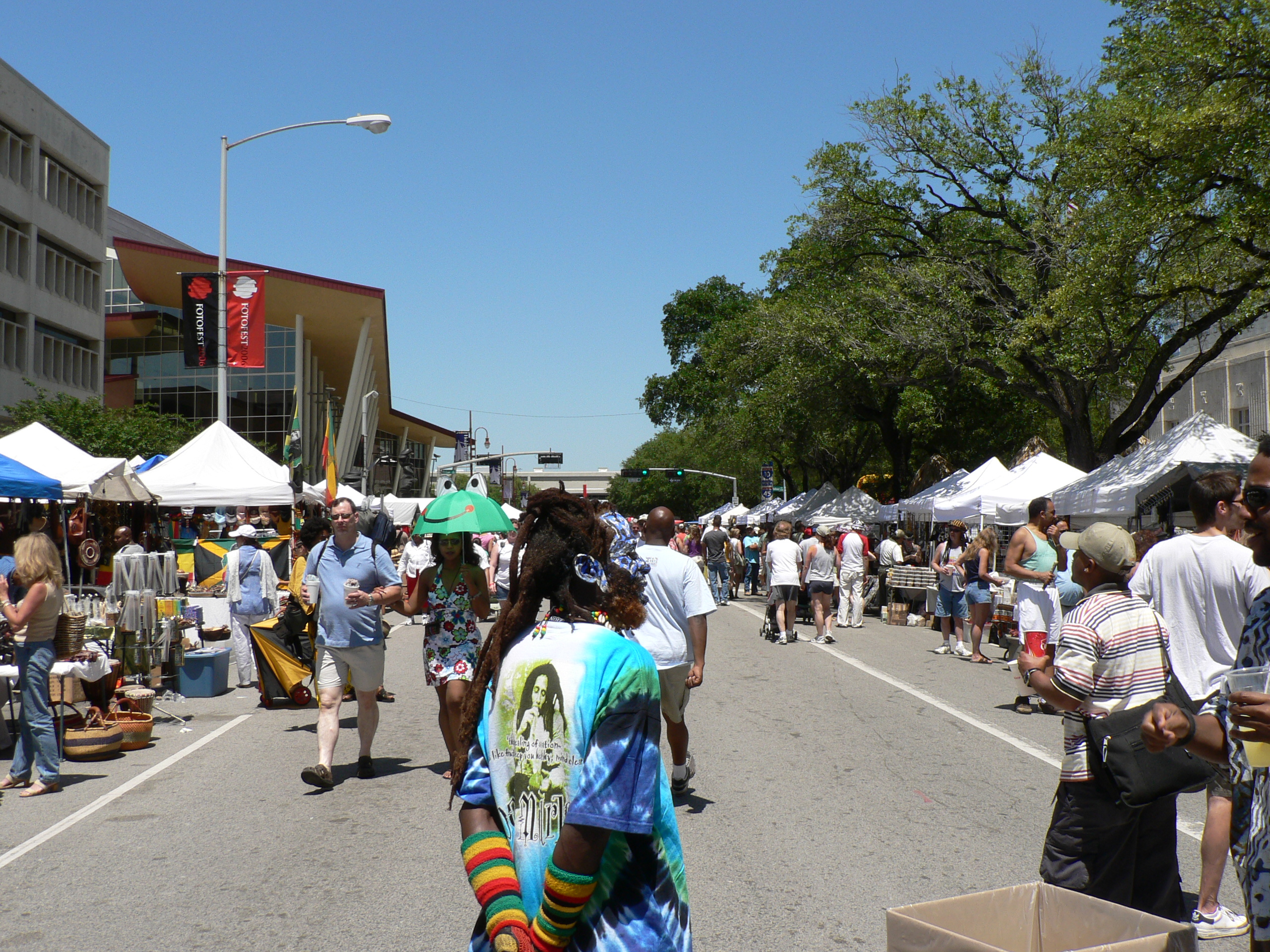
ヒューストン・インターナショナル・フェスティバル。ヒューストン地域住民の人種・民族の多様性が現れている。

ヒューストンは人種・民族の多様性に富んだ都市である。ヒューストンで話されている言語の数は90を超える。特にヒスパニック系の住民の割合は高く、総人口の約37%を占め、非ヒスパニック系白人の30.8%を上回る。ヒューストン都市圏全体では、アメリカ合衆国外生まれの住民は約110万人を数え、都市圏人口の2割に達している。その半数近くはメキシコ系で、メキシコ以南を含めた中南米系全体では2/3近くにのぼる。さらに、約10万人にのぼるベトナム系をはじめ、インド系、中国系などアジア系も約1/5を占めている。ヒューストンにはダウンタウンのオールド・チャイナタウンのほか、南西部にもニュー・チャイナタウンと呼ばれる、新たに形成されたチャイナタウンがある。また、ニュー・チャイナタウンの近くには「リトル・サイゴン」と呼ばれるベトナム人街も形成されている。このように一部の移民は民族性の強い街区を形成し、ヒューストンを世界都市たらしめている。しかしその一方で、ヒューストンに住んでいると推定される不法入国者数は400,000人を数えるなど、移民がらみの問題も抱えている。

### 都市圏
ヒューストンの都市圏は州南東部、ハリス郡を中心に9郡にまたがっており、その面積は21,464km2（8,287mi2）である。広域都市圏はこの都市圏に、近隣の4つの小都市圏を合わせた13郡から成っている。
右図はテキサス州におけるヒューストン・ザ・ウッドランズ広域都市圏の位置を示している。この広域都市圏に含まれる都市圏および小都市圏はそれぞれ、下記の色で示されている。
  ヒューストン・ザ・ウッドランズ・シュガーランド都市圏
  ハンツビル小都市圏
  エルカンポ小都市圏
  ベイシティ小都市圏
  ブレナム小都市圏
また、ヒューストンの都市圏、および広域都市圏を形成する各郡の人口は以下の通りである（2020年国勢調査）。
ヒューストン・ザ・ウッドランズ・シュガーランド都市圏
| 郡               | 州         | 人口        |
| ---------------- | ---------- | ----------- |
| ハリス郡         | テキサス州 | 4,731,145人 |
| フォートベンド郡 | テキサス州 | 822,779人   |
| モンゴメリー郡   | テキサス州 | 620,443人   |
| ブラゾリア郡     | テキサス州 | 372,031人   |
| ガルベストン郡   | テキサス州 | 350,682人   |
| リバティー郡     | テキサス州 | 91,628人    |
| ウォーラー郡     | テキサス州 | 56,794人    |
| チェンバーズ郡   | テキサス州 | 46,571人    |
| オースティン郡   | テキサス州 | 30,167人    |
| 合計             | 合計       | 7,122,240人 |

ヒューストン・ザ・ウッドランズ広域都市圏
| 都市圏/小都市圏                                      | 郡                                                   | 州                                                   | 人口        |
| ---------------------------------------------------- | ---------------------------------------------------- | ---------------------------------------------------- | ----------- |
| ヒューストン・ザ・ウッドランズ・シュガーランド都市圏 | ヒューストン・ザ・ウッドランズ・シュガーランド都市圏 | ヒューストン・ザ・ウッドランズ・シュガーランド都市圏 | 7,122,240人 |
| ハンツビル小都市圏                                   | ウォーカー郡                                         | テキサス州                                           | 76,400人    |
| エルカンポ小都市圏                                   | ワートン郡                                           | テキサス州                                           | 41,570人    |
| ベイシティ小都市圏                                   | マタゴルダ郡                                         | テキサス州                                           | 36,255人    |
| ブレナム小都市圏                                     | ワシントン郡                                         | テキサス州                                           | 35,805人    |
| 合計                                                 | 合計                                                 | 合計                                                 | 7,312,270人 |

### 市域人口推移
以下にヒューストン市における1850年から2020年までの人口推移をグラフおよび表で示す。
| 統計年 | 人口        | 順位 |
| ------ | ----------- | ---- |
| 1850年 | 2,396人     | -    |
| 1860年 | 4,845人     | -    |
| 1870年 | 9,332人     | -    |
| 1880年 | 16,513人    | -    |
| 1890年 | 27,557人    | -    |
| 1900年 | 44,633人    | 85位 |
| 1910年 | 78,800人    | 68位 |
| 1920年 | 138,276人   | 45位 |
| 1930年 | 292,352人   | 26位 |
| 1940年 | 384,514人   | 21位 |
| 1950年 | 596,163人   | 14位 |
| 1960年 | 938,219人   | 7位  |
| 1970年 | 1,232,802人 | 6位  |
| 1980年 | 1,595,138人 | 5位  |
| 1990年 | 1,630,553人 | 4位  |
| 2000年 | 1,953,631人 | 4位  |
| 2010年 | 2,099,451人 | 4位  |
| 2020年 | 2,304,580人 | 4位  |

## 姉妹都市
ヒューストンは以下19都市と姉妹都市提携を結んでいる。全米国際姉妹都市協会（Sister Cities International）加盟都市。
- アバディーン（イギリス・スコットランド、1979年提携）
- アブダビ（アラブ首長国連邦、2001年）
- イスタンブール（トルコ、1986年）
- ウエルバ（スペイン、1969年）
- 武漢市（中華人民共和国、2016年）
- カイロ（エジプト、1998年）
- カラチ（パキスタン、2008年[128]）
- グアヤキル（エクアドル、1987年）
- 深圳市（中華人民共和国、1986年）
- スタバンゲル（ノルウェー、1980年）
- 台北市（中華民国、1963年）
- タンピコ（メキシコ、2003年）
- 千葉市（日本・千葉県、1973年）[129][130]
- チュメニ（ロシア、1995年）
- ニース（フランス、1973年）
- パース（オーストラリア・西オーストラリア州、1983年）
- バクー（アゼルバイジャン、1976年）
- ライプツィヒ（ドイツ、1993年）
- ルアンダ（アンゴラ、2003年）